# Castelnuovo di Val di Cecina
Castelnuovo di Val di Cecina is een gemeente in de Italiaanse provincie Pisa (regio Toscane) en telt 2460 inwoners (31-12-2004). De oppervlakte bedraagt 88,7 km², de bevolkingsdichtheid is 28 inwoners per km². Door de gemeente stromen de rivieren Cecina (3 km van de totale lengte van 78 km) en Cornia (8 km van de totale lengte van 49 km), net als de stortbeken Pavone en Possera.  

## Demografie
Castelnuovo di Val di Cecina telt ongeveer 1150 huishoudens. Het aantal inwoners daalde in de periode 1991-2001 met 7,9% volgens cijfers uit de tienjaarlijkse volkstellingen van ISTAT.
| Jaar | Inwoneraantal |
| ---- | ------------- |
| 1991 | 2678          |
| 2001 | 2467          |

## Geografie
De gemeente ligt op ongeveer 576 m boven zeeniveau.
Castelnuovo di Val di Cecina grenst aan de volgende gemeenten: Casole d'Elsa (SI), Monterotondo Marittimo (GR), Montieri (GR), Pomarance, Radicondoli (SI) en Volterra.

## Galerij

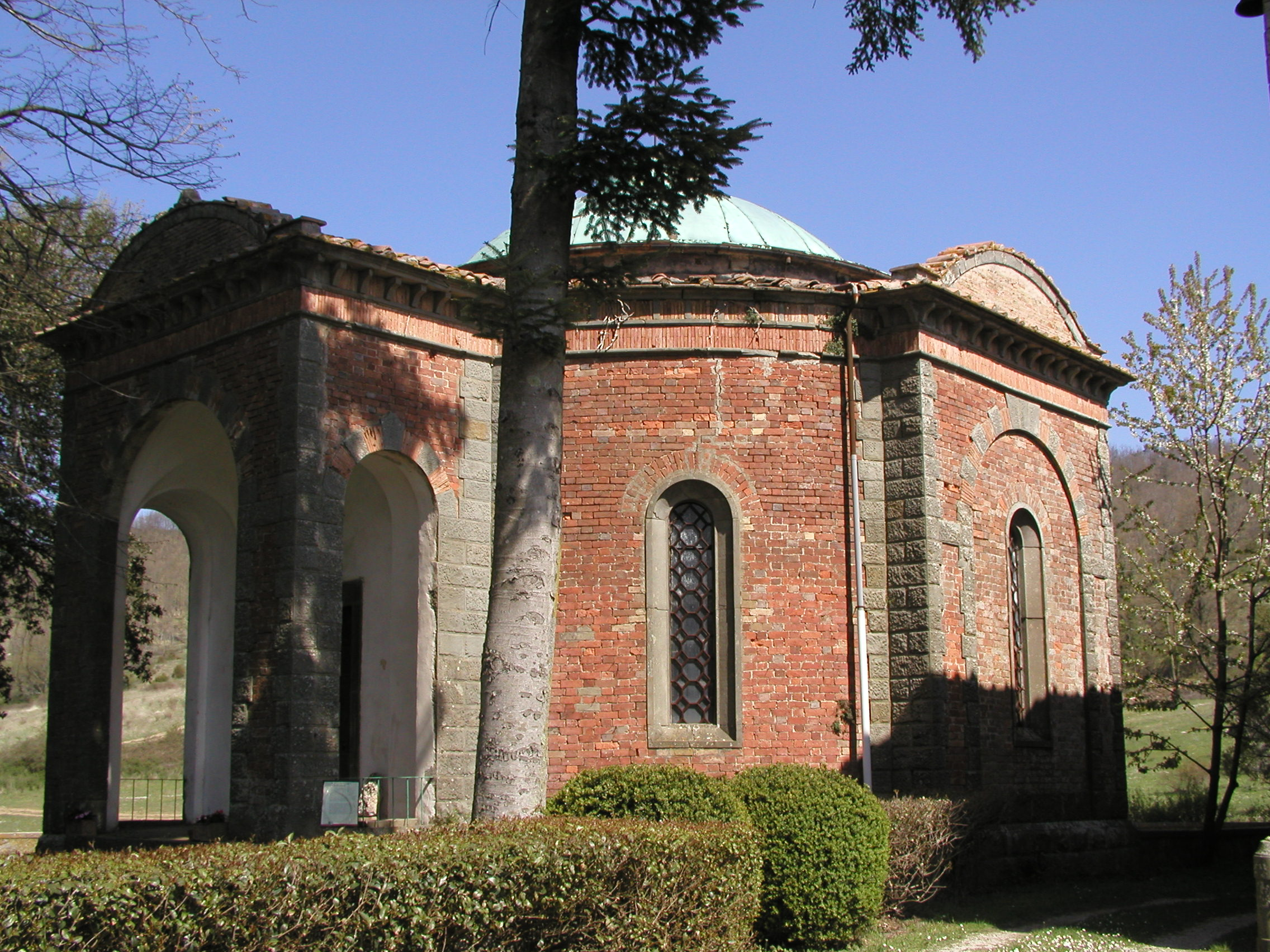
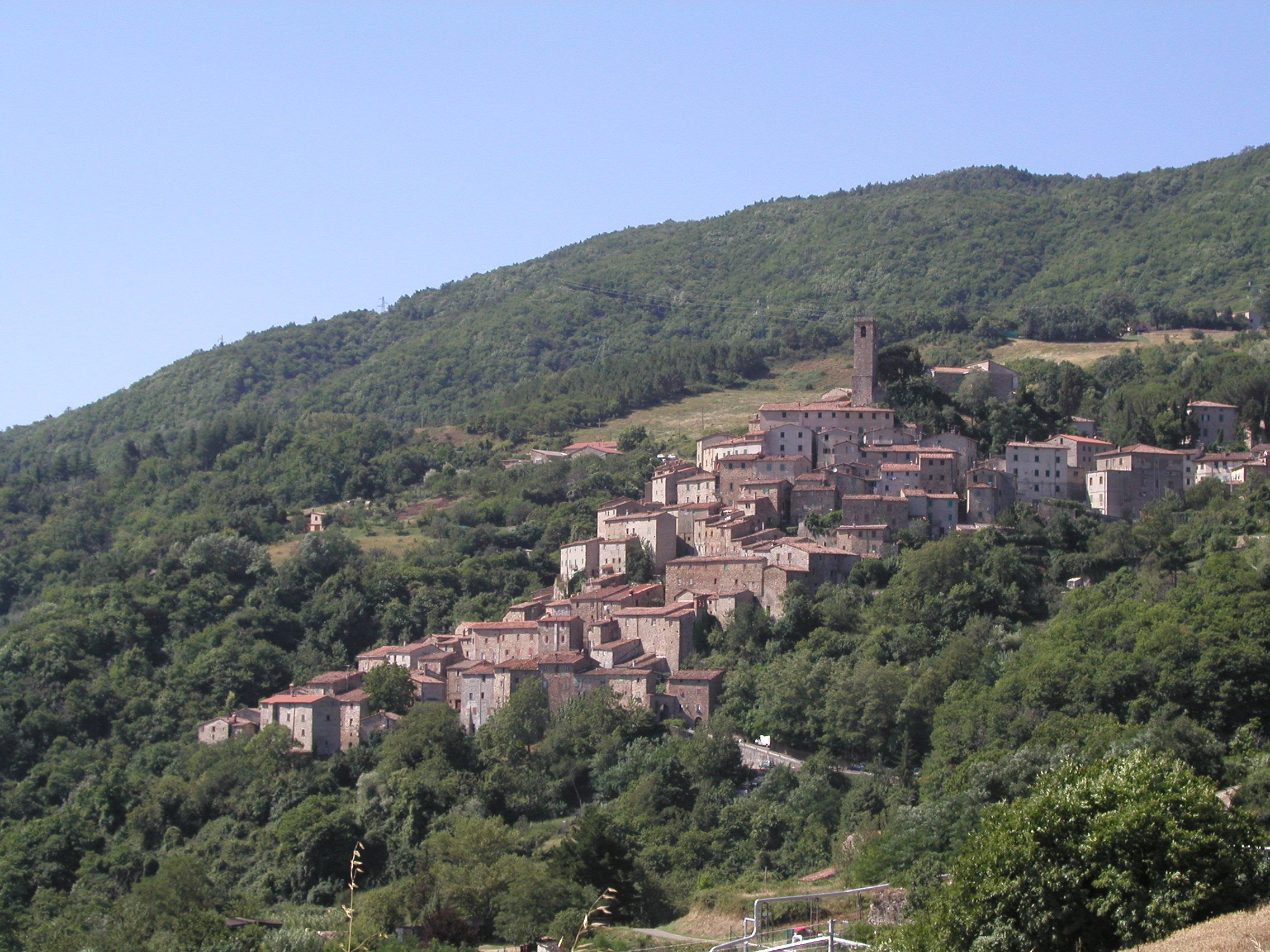
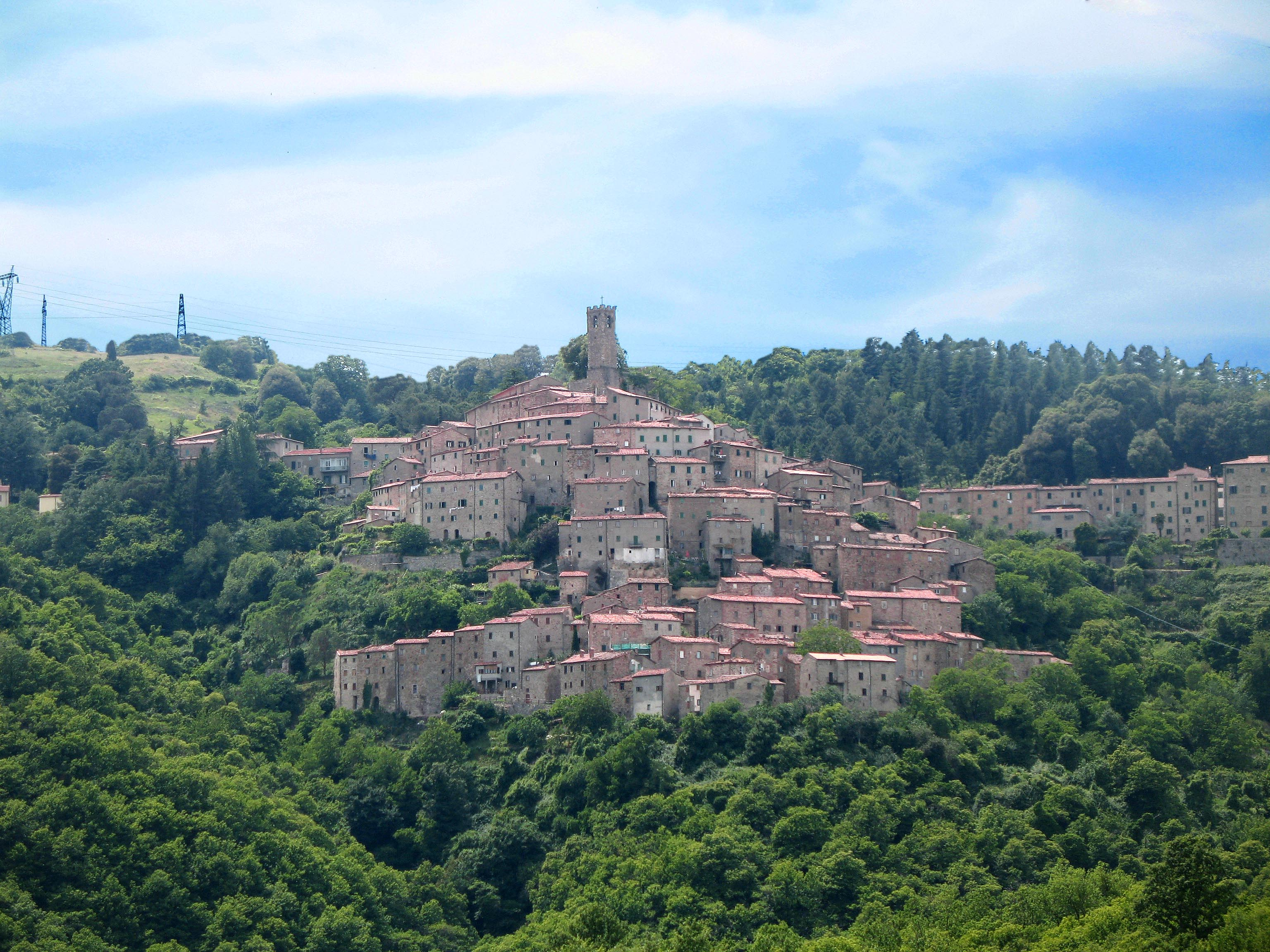

Bientina · Buti · Calci · Calcinaia · Capannoli · Casale Marittimo · Casciana Terme · Cascina · Castelfranco di Sotto · Castellina Marittima · Castelnuovo di Val di Cecina · Chianni · Crespina · Fauglia · Guardistallo · Lajatico · Lari · Lorenzana · Montecatini Val di Cecina · Montescudaio · Monteverdi Marittimo · Montopoli in Val d'Arno · Orciano Pisano · Palaia · Peccioli · Pisa · Pomarance · Ponsacco · Pontedera · Riparbella · San Giuliano Terme · San Miniato · Santa Croce sull'Arno · Santa Luce · Santa Maria a Monte · Terricciola · Vecchiano · Vicopisano · Volterra
1. ↑  https://demo.istat.it/?l=it.